# Климкино (Марий Эл)
Климкино (горномар. Климäнсола) — деревня в Горномарийском районе Марий Эл Российской Федерации. Входит в состав Еласовского сельского поселения.
Численность населения — 65 чел. (2014 год).

## География
Располагается в 7 км на северо-восток от административного центра сельского поселения — села Еласы, в 1,5 км от села Картуково на левом берегу реки Малая Юнга.

## История
Впервые упоминается в 1795 году. В конце XVIII — начале XX веков числилась в Больше-Юнгинской волости Козьмодемьянского уезда.
В списках населённых мест Казанской губернии 1859 года упоминается под названием околодок Климкин. В окрестностях известны курганы Писеральско-Андреевского типа памятников.

## Население
| 1859 | 2002 | 2010 | 2013 | 2014 |
| ---- | ---- | ---- | ---- | ---- |
| 168  | ↘80  | ↘73  | ↘69  | ↘65  |

## Известные уроженцы
Халапсина (Мочалова) Мария Ивановна (1887—1973) — марийский советский педагог. Учитель Пертнурской школы Горномарийского района Марийской АССР (1909―1950, с перерывами). Заслуженный учитель школы РСФСР (1946).